# Michel Henri de Bourbon (Naundorff)
Succession
Prétendant naundorffiste aux trônes de France et de Navarre
Depuis le 16 novembre 2022
(2 ans, 8 mois et 21 jours)
Michel-Henri de Bourbon, né le 10 février 1957 à Toronto (Canada), est un prétendant naundorffiste au trône de France, sous le nom de Henri VII, depuis le 16 novembre 2022, en tant que descendant de Karl-Wilhelm Naundorff, le plus célèbre de ceux qui, au XIXe siècle, prétendirent être le dauphin Louis XVII, fils du roi Louis XVI et de Marie-Antoinette d'Autriche, officiellement mort à la tour du Temple.
Fils aîné de Charles-Louis de Bourbon, prétendant au trône de France sous le nom de « Charles XIII », il est considéré par ses partisans, les naundorffistes, depuis la mort de son père en 2022, comme l’héritier légitime du titre de roi de France, et s'intitule « duc de Normandie ». 

## Biographie

### Famille
Michel Henri est né le 10 février 1957 au Canada. Il est le troisième enfant de Charles-Louis de Bourbon et de Arline-Marie Winchester. Il appartient à la branche d'Adelberth de Bourbon (1840-1887), dite branche canadienne en opposition à la branche de Charles-Edmond de Bourbon (1833-1883) dite branche française.

### Mariages et descendance
En 1976, il se marie avec Deborah Deann (née en 1956), avec laquelle il divorce en 1984. Ensemble, ils ont deux fils : 
1. Charles-Michel de Bourbon,  dit « dauphin de France » né le 6 mai 1976 à Toronto ;
2. André-Louis de Bourbon,  dit « fils de France » né le 25 juin 1977 à Oshawa et décédé le 17 juin 2016 à Toronto, épouse Holly Elizabeth Mothersill (postérité).

Après son divorce, il épouse en secondes noces, Joséphine Rodriguès. Cette dernière lui donne trois enfants :
1. Marc-Edmond de Bourbon,  dit « fils de France », né le 18 janvier 1986, épouse Michelle Hodge (postérité) ;
2. Michelle-Lys de Bourbon, dite « fille de France » , née le 10 février 1987 ;
3. Julie-Anne de Bourbon,  dite « fille de France », née le 10 février 1987.

De nouveau divorcé, il se remarie pour la troisième fois avec Yvonne Serdar dans les années 1990. Cette union reste sans enfants.

### Prétendant au trône de France
Le 16 novembre 2022, Charles-Louis de Bourbon, dit Charles XIII, chef de la famille de Bourbon-Naundorff, meurt à Toronto à l’âge de 89 ans. Pour les survivantistes, Michel-Henri devient alors le nouveau prétendant au titre royal sous le nom de « Henri VII ».

## Armoiries
| Blason | Blasonnement : D'azur à un sacré-cœur de gueules accompagné de trois fleurs de lys d'or. Commentaires : En 1879, Louis-Charles de Bourbon (« Charles XI ») (1831-1899) et sa sœur Amélie (1819-1891) décident de porter le Sacré-Cœur en « abîme » sur l'écu traditionnel des rois de France aux trois fleurs de lys. |